# Черепово
Че́репово (болг. Черепово) — село в Хасковській області Болгарії. Входить до складу общини Харманли.

## Населення
За даними перепису населення 2011 року у селі проживали 186 осіб.
Національний склад населення села:
| Національність   | Кількість осіб | Відсоток |
| ---------------- | -------------- | -------- |
| болгари          | 133            | 71,9%    |
| цигани           | 49             | 26,5%    |
| не визначились   | 0              | 0%       |
| Всього відповіли | 185            |          |

Розподіл населення за віком у 2011 році:
Динаміка населення: